# 10억 프랑법
10억 프랑법(十億 프랑法, 프랑스어: Loi d'un milliard)은 1825년, 프랑스 왕 샤를 10세가 의회에 제출하여 같은 해 5월에 성립된 법을 말한다. 이 법으로 인하여 1789년 프랑스 혁명 당시 영국 등 이웃 나라로 쫓겨난 귀족들이 예전에 공화국 정부에 빼앗겼던 자신들의 토지를 되돌려받을 수 있었다고 한다. 10억 프랑법이라는 이름은 정부에 빼앗긴 토지의 시가가 무려 10억 프랑에 달하여서 그렇게 지어진 것이라고 한다.
한편, 정부가 귀족들에게 너무 많은 보상을 한 탓에 샤를 10세 후반기에는 경제 공황이 일어났고, 이는 7월 혁명의 원인이 되었다.